# Karlievo, Sofia
Karlievo (în bulgară Карлиево) este un sat în comuna Zlatița, regiunea Sofia,  Bulgaria. 

## Demografie
Componența etnică a satului Karlievo
     Bulgari (95,32%)
     Nicio identificare (4,67%)
     Altele (0%)
La recensământul din 2011, populația satului Karlievo era de 214 locuitori. Din punct de vedere etnic, majoritatea locuitorilor (95,32%) erau bulgari. Pentru 4,67% din locuitori nu este cunoscută apartenența etnică.